# Wootton St Lawrence
Wootton St Lawrence – wieś w Anglii, w hrabstwie Hampshire, w dystrykcie Basingstoke and Deane. Leży 29 km na północny wschód od miasta Winchester i 76 km na zachód od Londynu.